# Christian Kipfer
Christian Kipfer   (19 de desembre de 1921 - 2009) va ser un gimnasta artístic suís que va competir durant les dècades de 1940 i 1950.
El 1948 va prendre part en els Jocs Olímpics d'Estiu de Londres, on disputà vuit proves del programa de gimnàstica. Guanyà la medalla de plata en el concurs complet per equips i la de bronze en les barres paral·leles. En la resta de proves destaca una cinquena posició en el concurs complet individual.